# Rivière-Ouelle
Rivière-Ouelle es un municipio canadiense situado en la provincia de Quebec.

## Superficie
Rivière-Ouelle tiene una superficie de 57,5 km².

## Demografía
En 2021, tenía 995 habitantes, una densidad poblacional de 17,3 hab./km², y 626 viviendas.